# Galiny (gmina Bartoszyce)

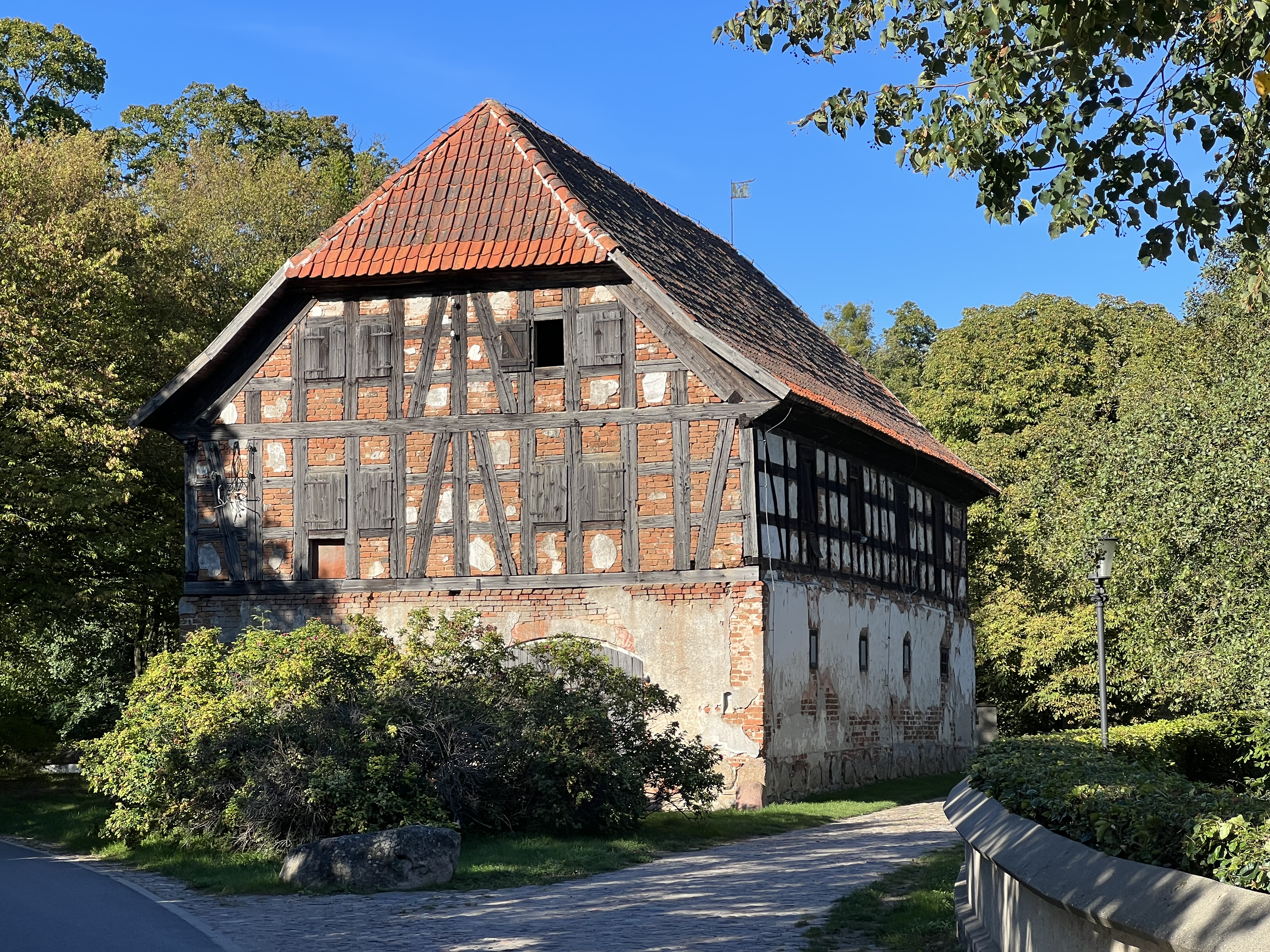
Spichlerz

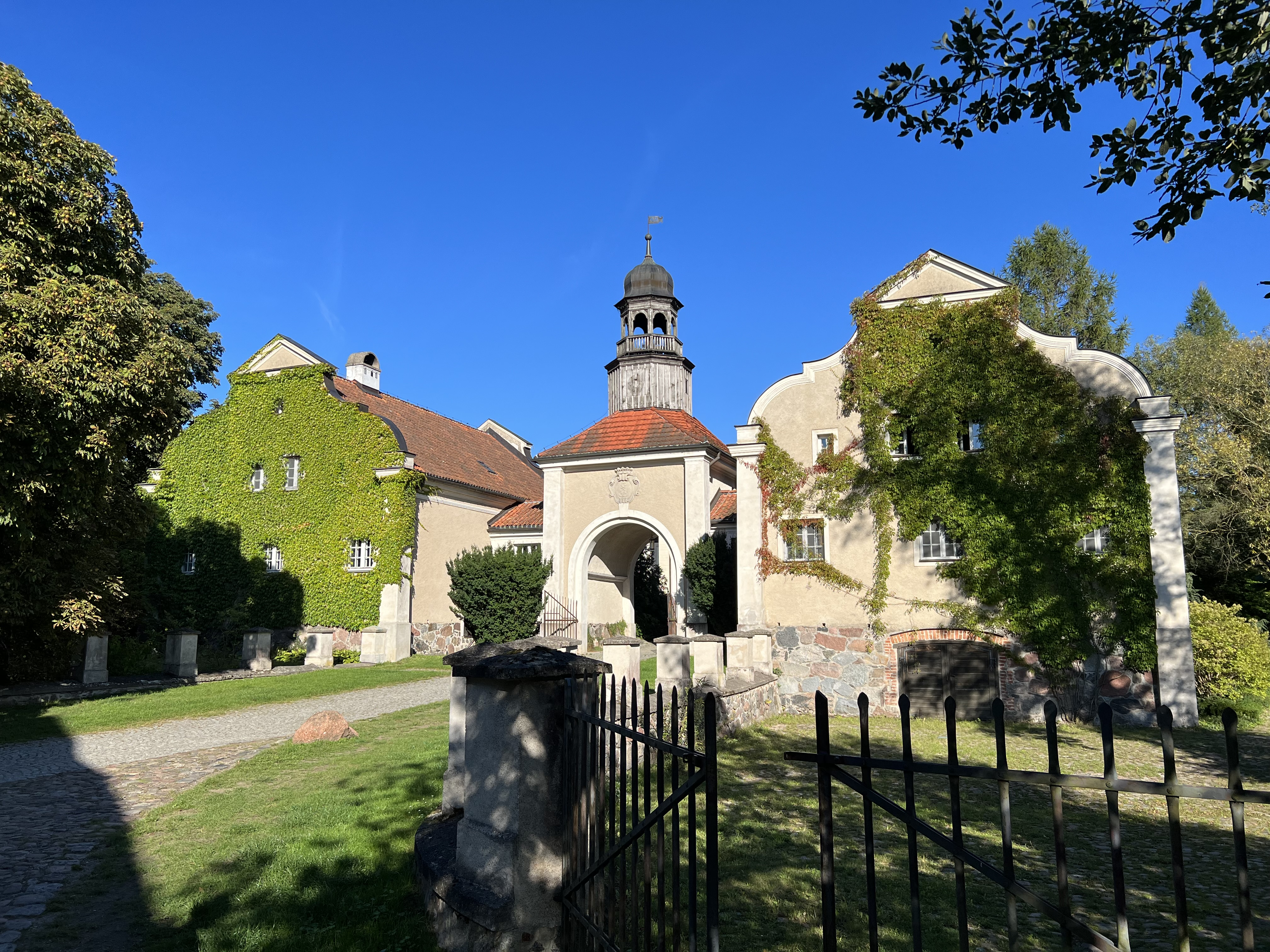
Pałac Galiny

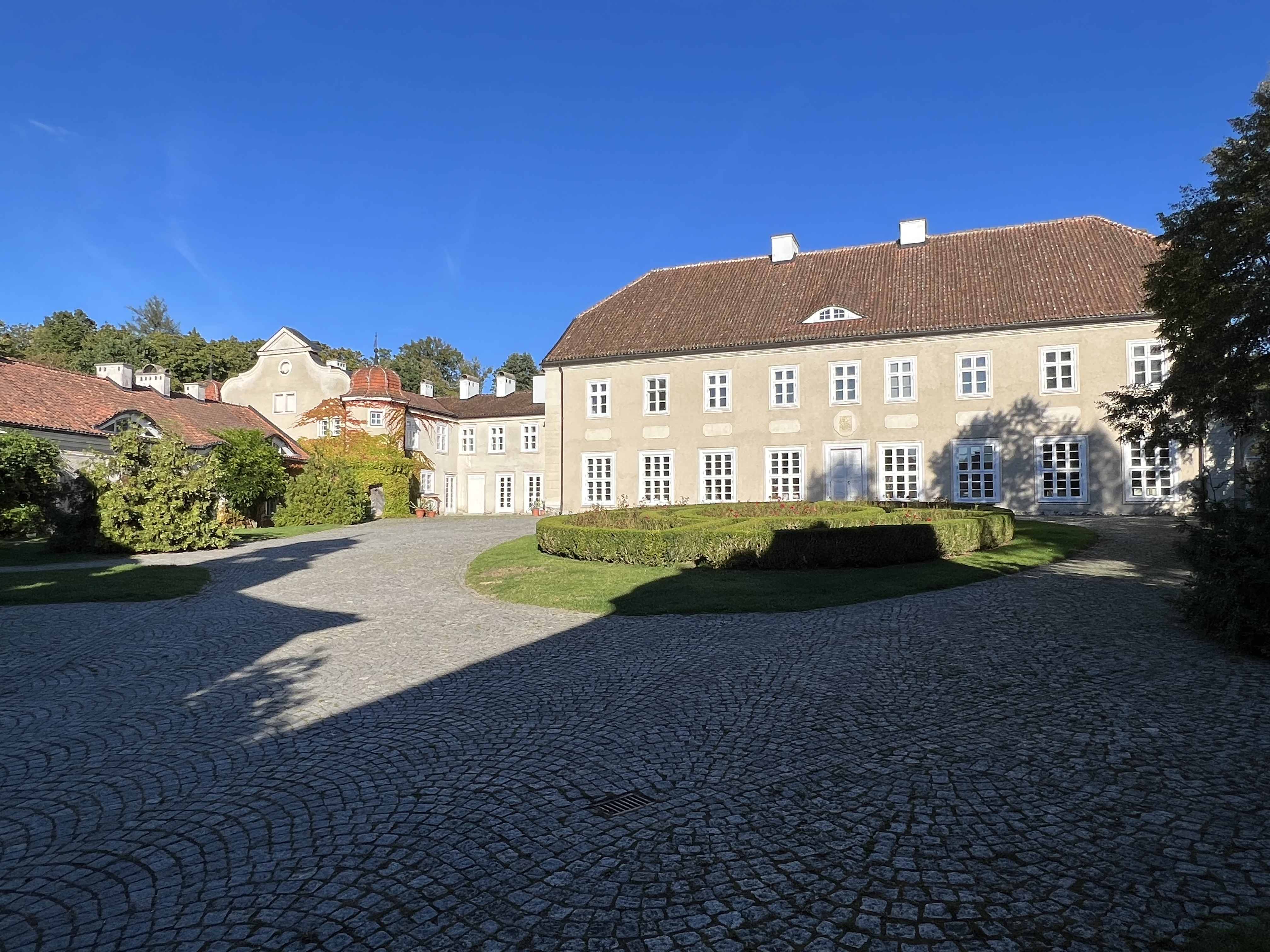
Pałac Galiny

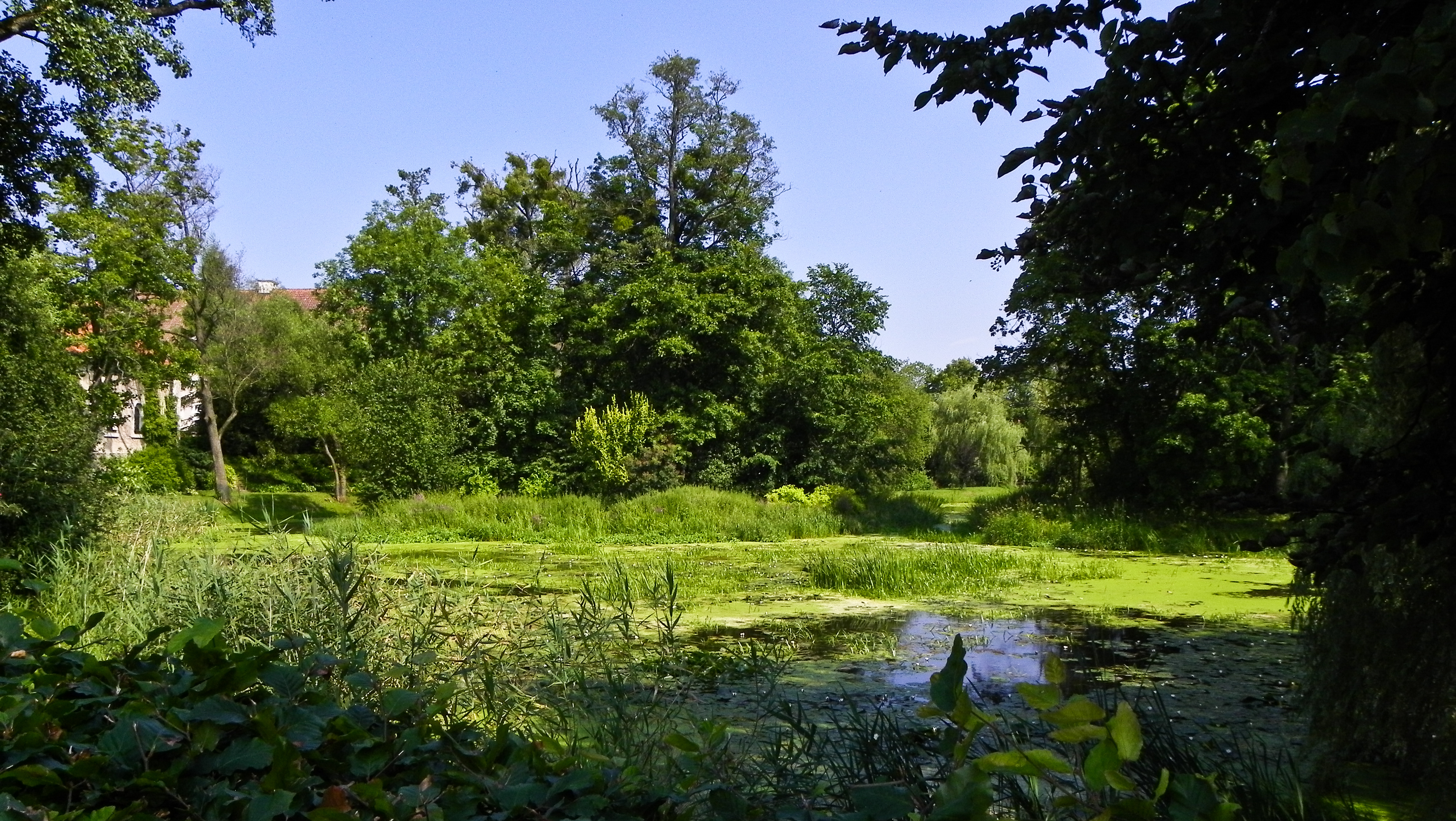
Zabytkowy park w zespole pałacowym w Galinach

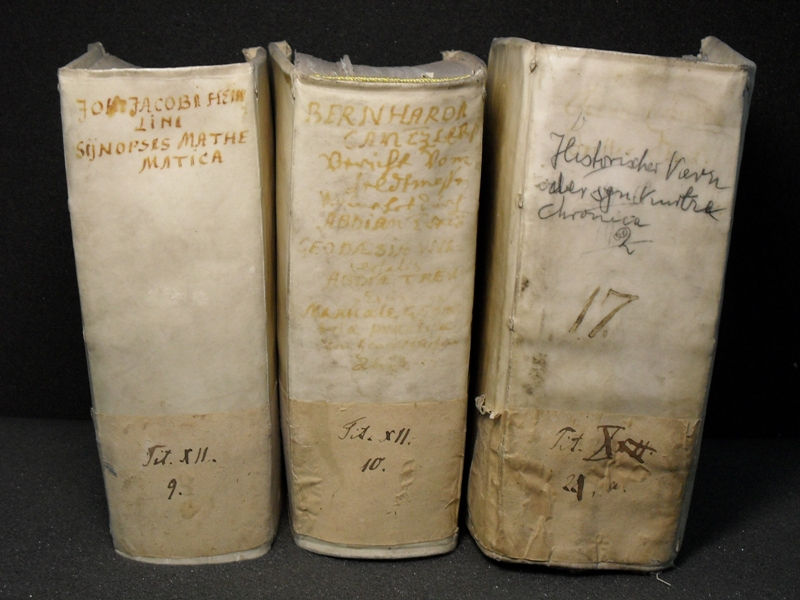
Książki, pochodzące z księgozbioru w Galinach

Galiny (niem. Gallingen) – wieś w Polsce położona w województwie warmińsko-mazurskim, w powiecie bartoszyckim, w gminie Bartoszyce.
Do 1954 roku oraz w latach 1973–1977 miejscowość była siedzibą gminy Galiny. W latach 1975–1998 miejscowość należała administracyjnie do województwa olsztyńskiego.
Od strony Bartoszyc, w zakolu rzeki Pisy, znajduje się rezydencja rodu Eulenburgów. Kompleks budynków pałacowych leży w ogrodzie nad sztucznym rozlewiskiem rzeki. Naprzeciw wejścia stoi spichlerz z XVIII wieku. We wsi znajduje się sklep, piekarnia, gospoda, hotel, stadnina koni, ośrodek zdrowia, punkt apteczny, biblioteka i szkoła podstawowa.
Nieopodal wsi, nad Pisą, znajduje się wzniesienie zwane Kadykową Górą. Nazwa wywodzi się od jałowca, zwanego w Mazurach i Warmii kadykiem. Prawdopodobnie na tym wzniesieniu znajdował się gródek obronny Prusów.

## Historia
Wieś założona w 1336 przez komtura Bałgi Henryka von Muro. Przywilej lokacyjny został wystawiony dla rycerza Eilenburga, pochodzącego zapewne z Saksonii. Przy majątku rycerskim powstała wieś. W 1414, w czasie wojny polsko-krzyżackiej majątek szlachecki i wieś zostały znacznie zniszczone, a kościół został spalony. Wszystkie straty wyceniono na 4500 grzywien. W 1468 wieś była w posiadaniu rodu Eulenburgów. Z tego rodu pochodził m.in. Gotfryd von Eulenburg (1670-1734), kanonik warmiński, fundator kaplic we Fromborku i Wozławkach.
Wielki Mistrz Zakonu Krzyżackiego Heinrich Reuss von Plauen w roku 1486 przekazał, za położone zasługi, pochodzącemu z Saksonii rycerzowi Wend Illeburgowi na mocy nadania, tereny położone na obszarze zamieszkanym przez pruskie plemię Galindów. W Galinach stał wówczas niewielki, murowany kościół z połowy XIV wieku, a cały obszar zajmował powierzchnię 114 włók. Przodkowie rodu Eulenburgów osiedlili się w Galinach, Wykach i Sątocznie, skąd przenieśli się do Prosny.
Pałac został wybudowany dla barona Botho zu Eulenburga w 1589 roku. Usytuowany na wzniesieniu, miał początkowo charakter obronny. Jest jednym z nielicznych przykładów architektury renesansowej, zachowanych na terenach dawnych Prus Książęcych.
Kościół parafialny powstał w drugiej połowie XIV w. Początkowo była to budowla niewielka. Wymieniany był w dokumentach z 1373 r. Po 1466 kościół został powiększony o nawę i zachodnią wieżę. Około 1500 r. wieża została podwyższona. W czasie reformacji kościół przejęli ewangelicy i pozostawał pod patronatem rodu Eulenburgów. W latach 1856–1858 świątynia została gruntownie odnowiona i nabrała cech neogotyckich. Po II wojnie światowej kościół powrócił w posiadanie katolików, natomiast parafia kanonicznie została reaktywowana w 1962 r. 
W roku 1709 Eulenburgowie (jeden z najstarszych i największych rodów szlacheckich na tych ziemiach), w uznaniu zasług, otrzymali tytuł baronów, a później w 1786 r. tytuł hrabiów. Wywodzący się z Galin, Gottfried Heinrich zu Eulenburg po tragicznej śmierci żony i dziecka przeszedł na katolicyzm, został kanonikiem warmińskim, a następnie ufundował kaplicę we Fromborku i Wozławkach.
W 1889 Galiny wraz z folwarkami Galinki, Kadyki i Tynga zajmowały obszar 1260 ha i były w posiadaniu grafów Eulenburgów (aż do 1945 r.).
Szkoła w Galinach powstała tuż po 1525 r. W 1737 poddano ja nadzorowi państwowemu. W 1935 r. w szkole pracowało trzech nauczycieli i uczyło się 130 dzieci.
W 1939 r. w Galinach mieszkało 800 osób.

### Po II wojnie światowej
W roku 1945 pałac został splądrowany, a jego ostatni właściciel, hrabia Botho Wend zu Eulenburg, zmarł podczas wywózki na Sybir. Tak skończyło się bytowanie Eulenburgów na tych ziemiach, które trwało nieprzerwanie od czasów średniowiecza, prawie 500 lat. Wkrótce po zakończeniu działań wojennych i przejęciu przez skarb państwa całego majątku, obiekt zaczął powoli popadać w ruinę, a pałac i park niszczały. Tuż po wojnie zaczęto organizować w nim kolonie dla dzieci, a przez następne pięćdziesiąt lat, mimo prób jego ratowania, obiekt został całkowicie zdewastowany. Dopiero w 1995 roku, na skutek działań nowych właścicieli, rozpoczęła się gruntowna renowacja, która doprowadziła kompleks do obecnego stanu.
Obecnie majątek Galiny obejmuje zespół pałacowo-parkowy i folwark ze stadniną koni, pensjonatem i gospodą.
W 1945 r. w Galinach utworzono Zarząd Gminy. Wójtami byli:
- Stanisław Lisiak (1945-56),
- Aleksander Brygoła (1946-47)
- Wacław Kulesza (od 1947, wybrany przez Gminną Radę Narodową).

Tuż po 1945 r. uruchomiono w Galinach młyn wodny, a w 1946 r. piekarnię i spółdzielnię rolniczo-handlową. W 1946 w pałacu przebywała młodzież z Warszawy. W 1946 uruchomiono szkołę a pierwszym kierownikiem był Marian Maciąg.
W latach 1973–76 Galiny były siedzibą urzędu gminnego. W 1977 r. gminę Galiny włączono do gminy Bartoszyce. 
W 1983 r. we wsi było 100 domów z 765 mieszkańcami. We wsi był PGR oraz 88 indywidualnych gospodarstw rolnych, gospodarujących na 754 ha i posiadających łącznie 562 sztuki bydła (w tym 88 krów), 32 sztuki trzody chlewnej, 41 koni i 30 owce. W tym czasie we wsi była ośmioklasowa szkoła podstawowa, filia biblioteczna, klub, kino z 100 miejscami, ośrodek zdrowia, punkt położniczy, punkt apteczny, siedziba leśnictwa, urząd pocztowy, posterunek milicji obywatelskiej, gminna spółdzielnia Samopomoc Chłopska, spółdzielnia oszczędnościowo-pożyczkowa, punkt weterynaryjny, państwowy ośrodek maszyn, kuźnia, stolarnia, młyn, piekarnia, oczyszczalnia zboża, zakład fryzjerski, dwa sklepy spożywcze, dwa sklepy przemysłowe, zakład gastronomiczny z 60 miejscami. We wsi było boisko oraz wodociągi a ulice miały oświetlenie elektryczne.

## Zabytki
Do wojewódzkiego rejestru zabytków wpisane są obiekty:
- Zespół pałacowy Eulenburgów został wzniesiony w 1589 r., elementy gotyckie zachowały się w lewym skrzydle pałacu. Główny korpus pałacu dobudowany został w XVIII w., natomiast w wieku XIX wzniesiono dwie wozownie. Na początku w. XX zespół pałacowy przebudowano w stylu neobarokowym.
- Obok pałacu zachowały się zabudowania folwarczne: oficyna, dwukondygnacyjny spichrz (konstrukcja ryglowa i ceglana, na chorągiewce data 1745 r.,), brama pałacowa, stodoła konstrukcji belkowej z dachem krytym gontem, czworaki i budynek gospodarczy z XIX w..
- Pałac znajduje się w otoczeniu parku o charakterze krajobrazowym (złoty medal Ministra Kultury i Dziedzictwa Narodowego za najlepiej przeprowadzoną rewaloryzację w IV konkursie na najlepsze prace z zakresu ochrony zabytkowych założeń ogrodowych).
- Gotycki kościół parafialny pw. Wniebowzięcia NMP, wybudowany ok. 1388 r., orientowany, salowy, z wydzielonym prezbiterium (proboszcz wymieniany już w 1372), powiększony w 1466, wieża od strony zachodniej wybudowana została ok. 1500 r. W 1726 r. Botho Henryk Eulenburg ufundował nad zakrystią bibliotekę, która w XIX w. liczyła kilka tysięcy tomów – portret fundatora znajduje się w muzeum w Kętrzynie, namalowany na blasze. Kościół był częściowo przebudowany w latach 1856-1857. Ołtarz główny, kazalny (z amboną) z 1744, wykonany przez snycerza Doüberta z Bartoszyc[8] a ufundowany w 1740 przez Albrechta Waltera zu Eulenbyrg. Po 1945 r. ambonę wyłączono z ołtarza i przesunięto do nawy, natomiast jej dawne miejsce zajął obraz Wniebowzięcia Najświętszej Marii Panny, pochodzący z pierwszej połowy XVIII stulecia, z Wilna, namalowany przez Szymona Czechowicza. Cennym zabytkiem jest manierystyczna ława kolatorska z ok. 1600 r., zamówiona przez Botho Eulenburga (zm. 1629) i jego żonę Elżbietę z Truchsessów von Waldburg (zm. 1611). W kościele znajduje się płyta nagrobna małżeństwa Elżbiety i Botho Eulenburgów z 1629 r. oraz Salomona von Kanitza z 1680. Stalle z przełomu XVI i XVII w., z herbami Eulenburgów i Waldburgów, epitafium pastora  Prospera Amatusa Friedenhausa z 1740 r. Podwójna płyta nagrobna pochodzi z 1629 r., przedstawia małżonków Botho i Elżbietę Eulenburgów. Druga płyta nagrobna pochodzi z 1680 r. i poświęcona jest Szymonowi von Kanitzowi. Duży dzwon z ornamentem akantu ufundowany był przez Eulenburgów, wykonany w 1756 przez Jana Krystyna Gopinusa.
- klasycystyczna plebania z 1677 r., przebudowana w 1840 r.
- ogrodzenie cmentarza przykościelnego z XV w., przebudowane w XIX w.